# Fabrikanlauf
Der Ausdruck Fabrikanlauf bezeichnet das Anlaufen bzw. die Inbetriebnahme einer Fabrik in ihrer Ganzheit und bezieht sich demzufolge auf den Zeitraum des Einsetzens, der Steigerung und der Stabilisierung des Fabrikbetriebs entsprechend den als Zielvorgaben projektierten Parametern der eingelaufenen Prozessdurchführung.
Unter dem Begriff „Anlaufen“ ist allgemein die Steigerung des Niveaus der Prozessdurchführung von einem definierten Ausgangsniveau auf ein definiertes Zielniveau zu verstehen (Bezug: Fertigungstechnik).
Der Begriff „Inbetriebnahme“ umschreibt die Überführung einer Anlage aus dem Ruhezustand in den Dauerbetriebszustand (Bezug: Verfahrens- und Energietechnik).
Die Entwicklung von Lösungen und Strategien für das zügige Erreichen eines stabilen und sicheren Fabrikbetriebs ist Aufgabe der Ingenieurwissenschaft Fabrikplanung bzw. -projektierung.